# سينما تاميلية
سينما التاميل أو كوليوود (بالإنجليزية: Kollywood)‏ هي اللقب الذي يطلق على صناعة الأفلام بلغة التاميل والتي هي جزء من صناعة السينما الهندية والتي تهتم بالأفلام في ولاية تاميل نادو الهندية، بالأخص في منطقة تشيناي من كودامباكام، الهند.

## التسمية
الاسم كوليوود هو لفظ منحوت من الكلمتين كودامباكام وهوليوود. صناعة السينما التاميلية تعد الأكبر في الهند من حيث الأفلام التي يتم إنتاجها.
أفلام التاميل يتم إنتاجها أيضا في سريلانكا وماليزيا وسنغافورة وكندا.